# بروک ماری بریجز
بروک ماری بریجز (انگلیسی: Brooke Marie Bridges؛ زادهٔ ۵ اوت ۱۹۹۱) یک هنرپیشه اهل ایالات متحده آمریکا است.